# Biggie: Das ist meine Geschichte
Biggie: Das ist meine Geschichte (Originaltitel: Biggie: I Got a Story to Tell) ist ein US-amerikanischer Dokumentarfilm über den Rapper The Notorious B.I.G. von Emmett Malloy aus dem Jahr 2021. Er erschien am 1. März 2021 über die Streaming-Plattform Netflix.

## Inhalt
Biggie: Das ist meine Geschichte erzählt die Geschichte des New Yorker Rappers The Notorious B.I.G. (Christopher George Latore Wallace) von seiner Kindheit über seine Zeit als Drogendealer und seine musikalischen Anfänge mit der Junior M.A.F.I.A. bis zu seinem großen Durchbruch und seiner darauf folgenden Ermordung. Dabei kommen zahlreiche Weggefährten sowie seine Verwandten zu Wort.  
Von anderen Dokumentationen über den Rapper unterscheidet sich der Dokumentarfilm durch die Verwendung von Archivmaterial, das sein Jugendfreund Damion Butler (D-Rock) aufgenommen hat. Zudem kommt der Jazz-Saxophonist Donald Harrison zu Wort. Der Nachbar gab dem jungen Wallace musikalische Erziehung mit auf den Weg und versuchte ihn von der Straße fernzuhalten.

## Hintergrund
Bereits seit 2018 veröffentlichte Netflix eine Reihe von Dokumentationen über The Notorious B.I.G., unter anderem die Miniserie Unsolved (2018). Über Fox erschien außerdem Who Shot Tupac and Biggie? Daneben existiert das Biopic Notorious B.I.G. (2005). Während die meisten Dokumentationen jedoch einen Fokus auf die Geschichte um Tupac Shakur und B.I.G. legten sowie die bisher ungelösten Mordfälle thematisierten, behandelt Biggie: Das ist meine Geschichte Christopher Wallace’ Karriere.
Der Film wurde erstmals 2017 mit dem Arbeitstitel One More Chance angekündigt. Insgesamt dauerten die Dreharbeiten und die Auswertung des Filmmaterials etwa vier Jahre. An der Produktion beteiligt waren unter anderem The Notorious B.I.G.s Mutter Violetta Wallace und sein alter Freund Sean Combs.
Ein erster Trailer erschien am 15. Februar 2021. Die Dokumentation selbst erschien am 1. März 2021 weltweit über Netflix.

## Soundtrack
Rhino Records (Warner Music) veröffentlichte begleitend zur Dokumentation die Kompilation Music Inspired by Biggie: I Got a Story to Tell mit folgender Tracklist:
| Nr. | Titel                                | Featurings                             | Zeit |
| 1   | Big Poppa                            |                                        | 4:12 |
| 2   | Gimme the Loot                       |                                        | 4:45 |
| 3   | Juicy                                |                                        | 5:02 |
| 4   | Respect                              |                                        | 5:21 |
| 5   | Warning                              |                                        | 3:40 |
| 6   | I Got a Story to Tell                |                                        | 4:43 |
| 7   | Hypnotize                            |                                        | 3:49 |
| 8   | Mo Money Mo Problems                 | Mase, Diddy*                           | 4:17 |
| 9   | Who Shot Ya?                         |                                        | 5:19 |
| 10  | Dead Wrong                           | Eminem                                 | 4:57 |
| 11  | Notorious Thugs                      | Bone Thugs-N-Harmony                   | 6:06 |
| 12  | One More Chance/Stay With Me (Remix) |                                        | 4:28 |
| 13  | Nasty Girl                           | Avery Storm, Jagged Edge, Nelly, Diddy | 4:46 |
| 14  | Notorious B.I.G.                     | Lil Kim, Diddy                         | 3:11 |

## Rezeption
Im Musikexpress schrieb Daniel Justus: „Biggie: I Got a Story to Tell weicht endlich von einem Handlungsschema ab, das sich hauptsächlich mit dem Tod der East-Coast-Legende befasst. (…)  Allerdings liefert die Doku daneben ausreichend Raum für interessante Geschichten und private Archivaufnahmen aus Biggies direktem Umfeld, die einen seltenen Blick auf den Menschen hinter der Legende bieten. Dabei wurde viel Wert darauf gelegt, Biggies Versuchung, sich an das gefährliche, aber wirtschaftlich stabile Leben des Straßenhandels zu klammern, abzubilden und zu zeigen, dass seine kriminellen Ambitionen ihn beinahe eine Karriere als Weltstar gekostet hätten.“
Das Lexikon des internationalen Films schrieb: „Der Film von Emmett Malloy beleuchtet Leben und Werdegang des Musikers, der zur Ikone des sogenannten Hardcore-Rap, dem East Coast-Pendant zum Gangsta-Rap der US-Westküste, wurde, von den Anfängen bis zu seiner Erschießung im Jahr 1997. Dabei nutzt die Musiker-Biografie Archivmaterial von Wallaces Freund Damion ‚D-Roc‘ Butler sowie Interviews mit Freunden und Familie.“
Karl Fluch schrieb auf Standard.at: „Diese Geschichte (Anmerkung: gemeint ist die Rivalität zwischen B.I.G. und Tupac Shakur) muss zwar vorkommen, doch Malloy gießt kein Öl ins Gerüchtefeuer dieser medial als Ost- gegen Westküste ausgeschlachteten Auseinandersetzung. Malloy zeigt stattdessen Filmmaterial, auf dem die beiden nebeneinandersitzen und Tupac Biggie in einem spontanen Rap hochleben lässt. ‚Try to get the facts first‘, sagt Biggie zu dem angeblichen Streit in seinem letzten Interview – zu spät.“